# Couvent Santo Domingo
Le couvent Santo Domingo est un couvent de l'ordre des Prêcheurs situé dans la ville de Cuzco au Pérou, construit sur le temple du Soleil.

## Historique
Juan Pizarro, gouverneur de la ville, a cédé le terrain, qui se trouvait sur les ruines du temple, à la congrégation en octobre 1534. Le premier prieur en fut Fray Juan de Olías, qui vint l'occuper avec un groupe de missionnaires venus du Mexique. Sa construction dura longtemps, il ne fut finalement consacré qu'en 1633.
En 1650, un tremblement de terre a causé des dommages graves à l'infrastructure du couvent, laissant intact le temple Inca. La reconstruction a duré jusqu'en 1680.

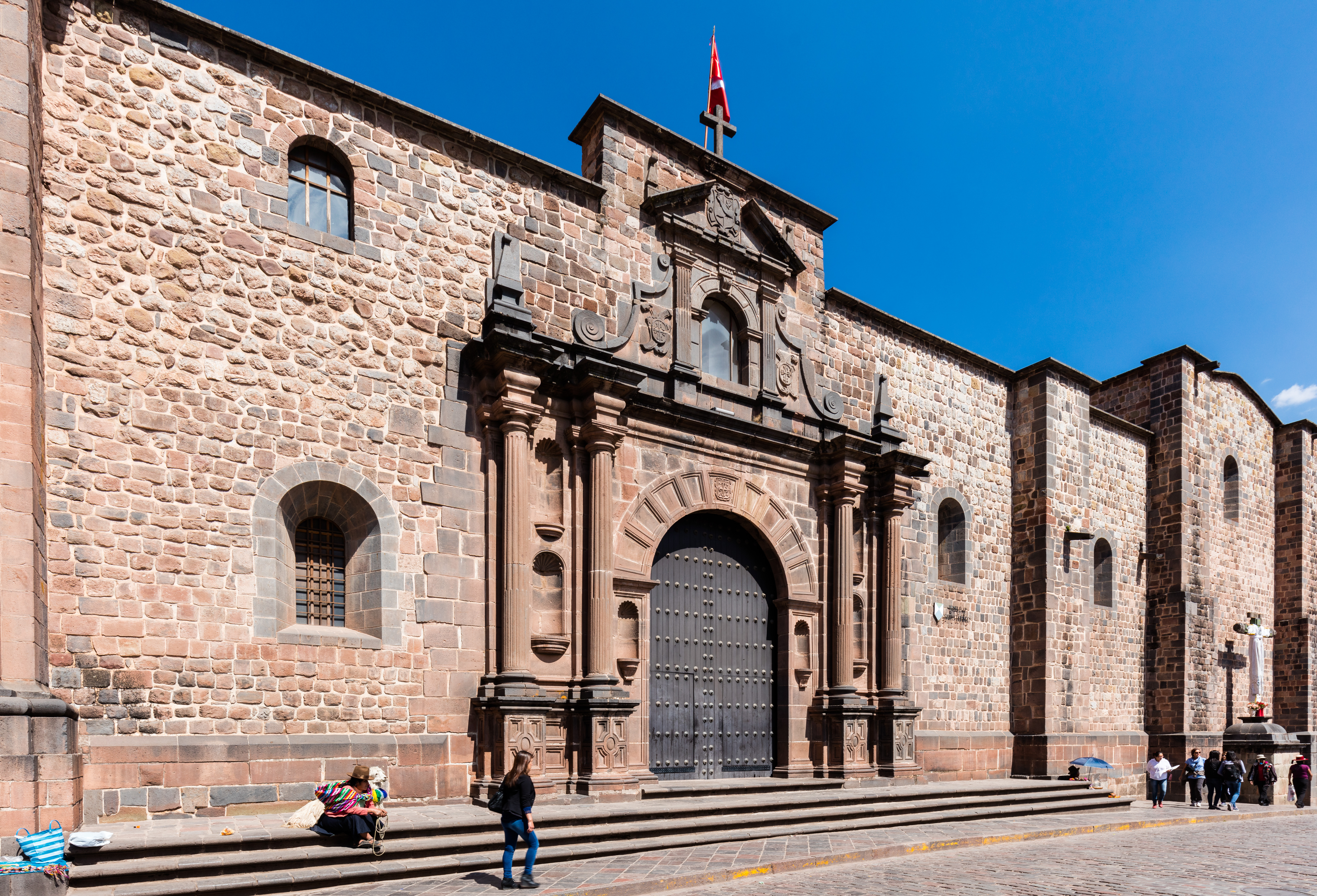
Façade

Son église a trois nefs, un dôme, des stalles sculptées, les murs sont décorés avec des azulejos de Séville. En 1551, dans le couvent, a été fondée l'université nationale majeure de San Marcos, la première université fondée en Amérique.

## Source
- (es) Cet article est partiellement ou en totalité issu de l’article de Wikipédia en espagnol intitulé « Convento de Santo Domingo (Cuzco) » (voir la liste des auteurs).